# Diocesi di Arad

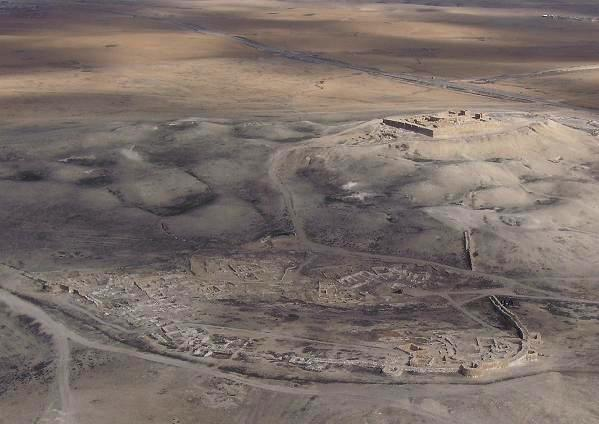
Vista aerea del Tell-Arad.

La diocesi di Arad (in latino Dioecesis Aradensis) è una sede soppressa del patriarcato di Gerusalemme e una sede titolare della Chiesa cattolica.

## Storia
Arad, identificata con il Tell-Arad, 10 km ad ovest della città israeliana di Arad, è un'antica sede vescovile della provincia romana della Palestina Terza nella diocesi civile d'Oriente. Faceva parte del patriarcato di Gerusalemme ed era suffraganea dell'arcidiocesi di Petra.
Unico vescovo conosciuto di questa diocesi è Stefano, che le antiche fonti documentano in due occasioni: prese parte al concilio di Gerusalemme del 518 e sottoscrisse la lettera sinodale del patriarca Giovanni di Gerusalemme contro Severo di Antiochia; nel 536 firmò gli atti del sinodo convocato dal patriarca Pietro di Gerusalemme contro Antimo di Costantinopoli e che vide riuniti assieme i vescovi delle Tre Palestine.
Dal XVIII secolo Arad è annoverata tra le sedi vescovili titolari della Chiesa cattolica; la sede è vacante dal 25 aprile 1969. Nelle fonti, soprattutto in relazione alle cronotassi del Settecento, la sede, indicata come Arathensis, si confonde con la sede Aradensis in Fenicia e con la sede Arathiensis in Cappadocia.

## Cronotassi

### Vescovi greci
- Stefano † (prima del 518 - dopo il 536)

### Vescovi titolari
- Karol Poniński † (19 dicembre 1725 - settembre 1727 deceduto)
- Caspar Adolph Schnernauer † (10 maggio 1728 - 20 giugno 1733 deceduto)
- Franz Joseph Anton von Hahn † (27 marzo 1734 - 4 luglio 1748 deceduto)
- Andrés Cano y Junquera † (16 dicembre 1748 - dopo il 10 settembre 1770 deceduto)[1]
- Ignacy Houwalt † (20 agosto 1804 - 5 maggio 1807 deceduto)
- Giuseppe Maria Rizzolati, O.F.M.Ref. † (3 settembre 1839 - 16 aprile 1862 deceduto)[2]
- Pedro José Tordoya Montoya † (20 agosto 1880 - 1881 deceduto)
- Augustine Kandathil † (29 agosto 1911 - 21 dicembre 1923 nominato arcieparca di Ernakulam)
- Pierre Aziz Ho † (16 gennaio 1924 - 3 agosto 1929 succeduto eparca di Zākhō)
- Jacob Abraham Theophilos Kalapurakal † (13 febbraio 1932 - 11 giugno 1932 nominato eparca di Tiruvalla dei siro-malankaresi)
- Pierre-Marie Gourtay, C.S.Sp. † (10 gennaio 1933 - 16 settembre 1944 deceduto)
- Vicente Roig y Villalba, O.F.M.Cap. † (15 dicembre 1944 - 25 aprile 1969 nominato vescovo di Valledupar)